# Лялька (шахрайство)
«Ля́лька»  — вид  шахрайства, при якому зловмисник розраховується за що-небудь пачками грошей (купюр) або змінює дрібні купюри у вигляді пачок на великі. При цьому пачки упакованих грошей насправді містять реальні купюри тільки зверху і знизу пачки. Всередині пачки знаходиться звичайна розрізаний за розміром купюр папір.
Як правило, цей вид шахрайства застосовується, коли ситуація передбачає відсутність можливості або бажання у потенційної жертви перевіряти пачки і перераховувати купюри. При цьому зловмисник квапить свою жертву до швидшого завершення угоди, створює метушливість і нервову напругу.